# Kiss of Life (canción de Sade)
«Kiss of Life» es una canción interpretada por la banda británica Sade para su cuarto álbum de estudio, Love Deluxe (1992). Fue escrita por Sade Adu, Paul Denman, Andrew Hale y Stuart Matthewman, y producida por la banda junto con Mike Pela.

## Rendimiento comercial
La canción fue publicada como el tercer sencillo del álbum el 26 de abril de 1993 a través de Epic Records. Alcanzó el puesto #44 en el Reino Unido y el #78 en los Estados Unidos, también se convirtió en la séptima canción de la banda en alcanzar el puesto #10 en el Billboard Hot R&B/Hip-Hop Songs.

## Recepción de la crítica
Justin Chadwick de Albumism llamó a la canción “maravillosa”, indicando que es una de “sus canciones de amor más evocadoras hasta la fecha”. Dave Sholin de Gavin Report destacó que “suena como una continuación natural a «No Ordinary Love»”.
Alan Jones de Music Week cree que “si ella fuera una artista nueva, atraería atención inmediata y contundente”. James Hamilton de la revista Record Mirror la describió como “muy de Suzanne Vega”.  Leesa Daniels de Smash Hits le dio tres de cinco estrellas, escribiendo, «Sabes exactamente lo que obtendrás; la melodía suave, el solo de saxofón y su voz ronca. Aun así, esta es la mejor canción de fondo para observar al sol esconderse con la persona que realmente quieres besar».

## Video musical
El videoclip para «Kiss of Life» fue dirigido por Albert Watson. Fue filmado en Miami, Florida. También se incluyeron montajes del hotel Washington Park en South Beach.

## Lista de canciones
Todas las canciones escritas y compuestas por Sade Adu, Paul Denman, Andrew Hale y Stuart Matthewman. 
1. «Kiss of Life» – 4:10
2. «Room 55» – 4:20

## Posicionamiento

### Gráfica semanal
| Gráficas (1993)                                  | Pico de posición |
| ------------------------------------------------ | ---------------- |
| Australia (ARIA Charts)                          | 186              |
| Canadá (RPM Top Singles)                         | 30               |
| Canadá (RPM Adult Contemporary)                  | 21               |
| Alemania (Official German Charts)                | 88               |
| Islandia (Íslenski listinn Topp 40)              | 14               |
| Nueva Zelanda (RIANZ)                            | 33               |
| Reino Unido (UK Singles Chart)                   | 44               |
| Estados Unidos (Billboard Hot 100)               | 78               |
| Estados Unidos (Billboard Adult Contemporary)    | 20               |
| Estados Unidos (Billboard Hot R&B/Hip-Hop Songs) | 10               |
| Estados Unidos (Cashbox Pop Singles)             | 44               |
| Estados Unidos (Cashbox R&B Singles)             | 2                |

### Gráfica de fin de año
| Gráficas (1993)                                  | Pico de posición |
| ------------------------------------------------ | ---------------- |
| Estados Unidos (Billboard Hot R&B/Hip-Hop Songs) | 66               |

## Otras versiones
- El guitarrista estadounidense Ken Navarro versionó la canción como la pista de cierre de su álbum de 1997, Smooth Sensation.[16]
- En 2005, el trompetista Rick Braun interpretó la canción para su álbum Yours Truly.[17]
- El grupo japonés Friday Night Plans publicó una versión de la canción como sencillo en 2020.[18]